# Chantal Magalie Mbazo'o-Kassa
Chantal Magalie Mbazo'o-Kassa (sinh ngày 23 tháng 3 năm 1967) là một nhà thơ và tiểu thuyết gia người Gabon.

## Đời sống
Chantal Magalie Mbazo'o-Kassa sinh ngày 23 tháng 3 năm 1967 tại Bitam trong một gia đình Fang có đạo đức ở tỉnh Woleu-Ntem. Sau khi học trung học và đại học tại Đại học Libreville, cô học báo chí tại École supérieure de journalisme de Lille. Chuyển sang một văn bằng hiện đại tại Đại học Charles de Gaulle - Lille III, cô đã lấy bằng tiến sĩ từ Đại học Cergy-Pontoise năm 1999 với luận án về hình ảnh người phụ nữ trong tiểu thuyết Gabon. Trở về Gabon, cô dạy văn học tại École Normale Supérieure trước khi được bổ nhiệm làm cố vấn tổng thống cho Hội đồng Truyền thông Quốc gia (CNC). Cô đồng thời quản lý nhà xuất bản Maison Gabonaise du Livre, và thành lập cửa hàng sách của nó.
Cuốn sách thơ đầu tiên của Mbazo'o-Kass, Noir, le sang de ma terre, đã giành giải thưởng thơ quốc tế đầu tiên của Académie Francophone.

## Công trinh
- Noir, le sang de ma terre, 1998.
- Sidonie, 2001
- Fam!, 2003
- La femme et ses images dans le roman gabonais, năm 2009. Lời nói đầu của Bernard Mouralis.